# Gregory S. Lee
Gregory Scott Lee (* 12. Dezember 1951 in Los Angeles, Kalifornien; † 21. September 2022 in San Diego, Kalifornien) war ein US-amerikanischer Basketball- und Beachvolleyballspieler. Nach einer erfolgreichen Collegezeit, in der er mit den UCLA Bruins drei Basketball-Meisterschaften der National Collegiate Athletic Association (NCAA) gewonnen hatte, hatte Lee eine kurze Karriere als Basketballer in den US-amerikanischen Profiligen American Basketball Association (ABA) und National Basketball Association (NBA), bevor er noch drei Jahre in Deutschland spielte, wo er mit dem TuS 04 Leverkusen 1979 deutscher Meister wurde. Lee war zudem ein hervorragender Beachvolleyballspieler und gehörte in den 1970er Jahren mit seinem Partner Jim Menges zu den besten Spielern seiner Zeit. 1976 gewann er mit Menges die Premiere der Olympia World Championship of Beach Volleyball als inoffizieller Weltmeisterschaft und wurde 1997 in die „Hall of Fame“ der California Beach Volleyball Association (CBVA) aufgenommen. Nach seiner sportlichen Karriere wurde Lee Lehrer an einer Highschool in seiner kalifornischen Heimat.

## Karriere
Aufgewachsen im Reseda-Distrikt im San Fernando Valley ging Lee zum Studium an die University of California, Los Angeles, wo er von 1971 an drei Jahre lang in der Basketballmannschaft der Bruins unter dem legendären Trainer John Wooden spielte. Mit seinen Mannschaftskameraden, zu denen unter anderem Bill Walton gehörte, konnte Lee die Siegesserie der Bruins beim NCAA-Division-I-Basketball-Championship-Turnier zunächst fortsetzen und gewann deren sechste und siebte Meisterschaft in Folge. Die Mannschaft war in dieser Zeit äußerst dominant und wird in verschiedenen Ranglisten unter den besten NCAA-Basketballmannschaften aller Zeiten geführt. Im Halbfinale der Endrunde 1974 endete die 88 Spiele andauernde Siegesserie der Bruins in einem hochdramatischen und geschichtsträchtigen Spiel gegen den späteren Turniersieger Wolfpack der North Carolina State University nach zweimaliger Verlängerung. Damit endete auch Lees Zeit als Basketballspieler in der NCAA Division I.
Nachdem Lee 1974 in der Entry Draft der beiden konkurrierenden US-Profiligen ABA wie auch NBA in hinteren Runden ausgewählt worden war, spielte er in der Saison 1974/75 zunächst fünf Spiele in der ABA für die Conquistadors aus San Diego, die aber als Franchise am Saisonende verkauft wurden. Nachdem die Atlanta Hawks, die Lee 1974 in der NBA Draft ausgewählt hatten, ihre Rechte an die Portland Trail Blazers weitergegeben hatte, spielte Lee in der NBA-Saison 1975/76 noch einmal fünf Spiele zusammen mit seinem früheren Mannschaftskameraden Bill Walton bei der Mannschaft aus Oregon. Bereits im November 1975 entließen ihn jedoch die Trail Blazers nach knapp einem Monat wieder aus seinem Vertrag. 1977 ging Lee nach Deutschland, wo mit John Ecker und Terence Schofield bereits zwei weitere Spieler, die bis 1971 für die UCLA Bruins gespielt hatten, in der deutschen Basketball-Bundesliga aktiv waren. In einer Mannschaft mit John Ecker gewann Lee 1979 die Meisterschaft mit dem TuS 04 Leverkusen. Nach einer weiteren Spielzeit verließ Lee die Farbenstädter wieder. Lee bestritt zwischen 1977 und 1980 in 43 Bundesliga-Einsätzen einen Schnitt von 16,6 Punkten je Begegnung. Sein Bruder Chris Lee wurde Basketballtrainer in Leverkusen.
Obwohl Lee nie Mitglied der Volleyballmannschaft der Bruins gewesen war, spielte er in den Sommermonaten Beachvolleyball und nahm zunächst mit seinem Bruder Jon Lee auch an Turnieren teil. Einer seiner ersten Partner war auch Ron von Hagen, der 1992 als einer der Pioniere des Beachvolleyballs in die Volleyball Hall of Fame aufgenommen wurde. Seine erfolgreichste Zeit hatte Lee, der von 1971 bis 1982 Beachvolleyball-Turnieren bestritt, mit Jim Menges, mit dem er 27 seiner 29 Turniersiege errang. Unter anderem gewannen die beiden 1976 die Premiere der Olympia World Championship of Beach Volleyball, eines der wenigen Turniere mit Preisgeld in dieser Zeit. 1997 wurde Lee als Beachvolleyballer in die Hall of Fame der California Beach Volleyball Association (CBVA) aufgenommen.
Er war verheiratet und hatten zwei Kinder. Nach seiner sportlichen Karriere unterrichtete Lee Mathematik und trainierte Basketball und Tennis an der Clairemont High School in San Diego.
Lee starb am 21. September 2022 im Alter von 70 Jahren in einem Krankenhaus im kalifornischen San Diego an den Folgen einer Infektion in Verbindung mit einer Funktionsstörung des Immunsystems.

## Erfolge als Basketballer
- NCAA-Meister: 1972, 1973
- Deutscher Meister: 1979